# Vidaurre
Vidaurre es un concejo y localidad española del municipio de Guesálaz, perteneciente a la Comunidad Foral de Navarra.

## Toponimia
El lugar se conoce en euskera como Bidaurre.

## Geografía
La localidad se encuentra en la merindad de Estella, en la comarca de Estella Oriental.

## Historia
Hacia mediados del siglo XIX, el lugar, ya por entonces perteneciente a Guesálaz, tenía contabilizada una población de 248 habitantes. Aparece descrito en el decimosexto y último volumen del Diccionario geográfico-estadístico-histórico de España y sus posesiones de Ultramar de Pascual Madoz con las siguientes palabras:

VIDAURRE: l. del valle y ayunt. de Guesalaz, en la prov. y c. g. de Navarra, part. jud. de Estella (3 leg.), aud. terr. y dióc. de Pamplona (5). sit. entre montes, con clima saludable; reina el viento N., y se padecen constipados. Tiene 38 casas; escuela de primera educacion para ambos sexos, frecuentada por 20 alumnos y dotada con 360 rs.; igl. parr. de entrada (Sta. Catalina) servida por un abad de provision de los vec., y un beneficiado de presentacion de S. M. y el abad; cementerio en parage ventilado; una ermita (San Juan y San Pablo), y para el surtido del vecindario 2 fuentes de aguas saludables. El térm. se estiende de N. á S. 1 leg. y de E. á O. 1/2 cuarto, y confina: N. sierra de Andia; E. Salinas y Guembe; S. r. Salado, y O. Arguiñano, comprendiendo dentro de su rádio el monte Archiburu, poblado de robles y arbustos. El terreno es poco fértil; le atraviesan dos arroyos que descienden de la espresada sierra. caminos: los de pueblo á pueblo. El correo se recibe de la cab. del part. prod.: trigo, maiz, habas, arvejas, lentejas y patatas; cria de ganado vacuno y cabrio; caza de conejos, liebres y perdices. pobl.: 38 vec., 248 alm. riqueza: con el valle (V.).
(Madoz, 1850, p. 36)

En 2023, la entidad singular de población tenía empadronados 38 habitantes y el núcleo de población, también 38.

## Patrimonio

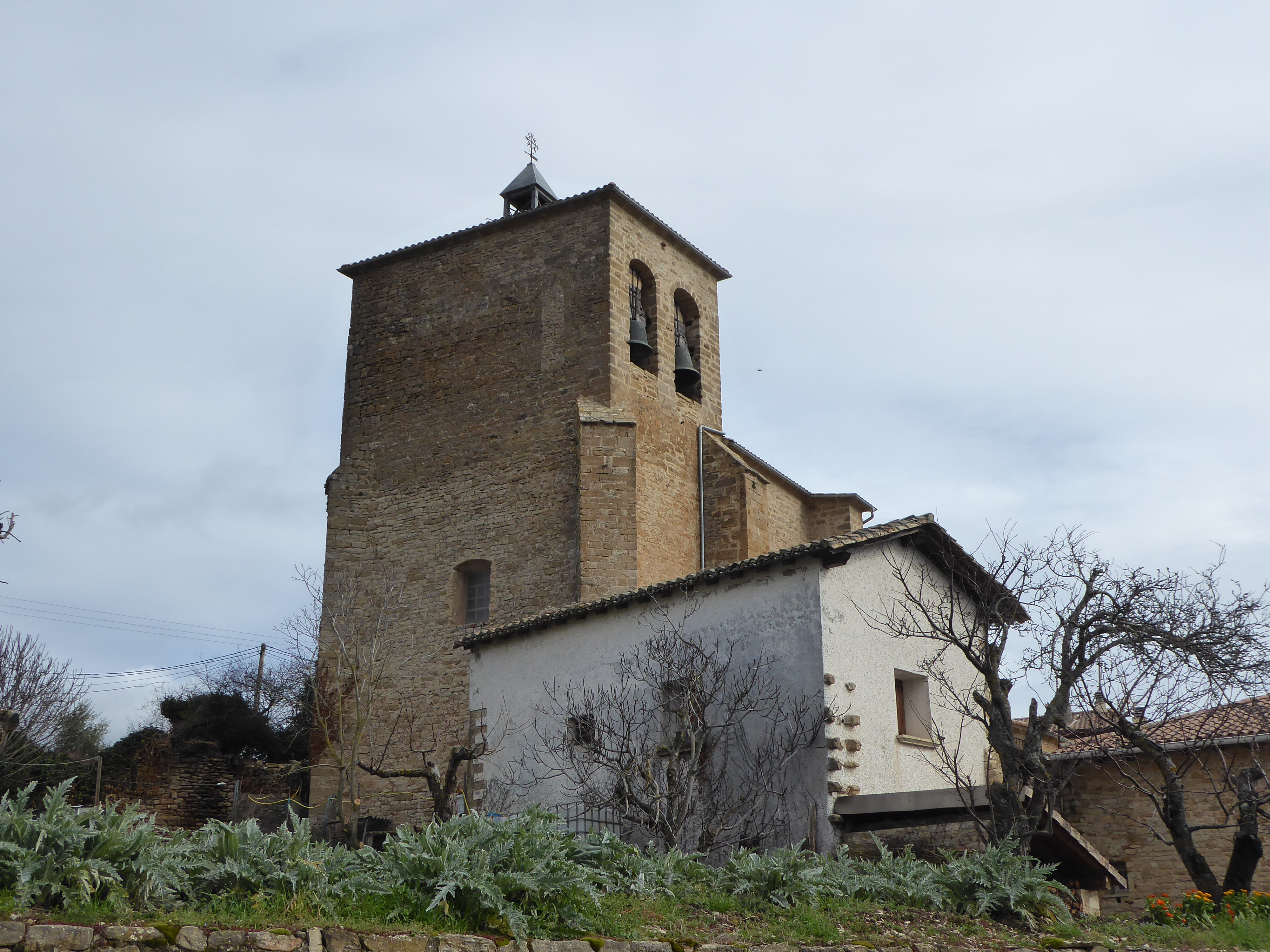
La iglesia de Santa Catalina

Hay en la localidad una iglesia de Santa Catalina.